# Rhodobryum ontariense

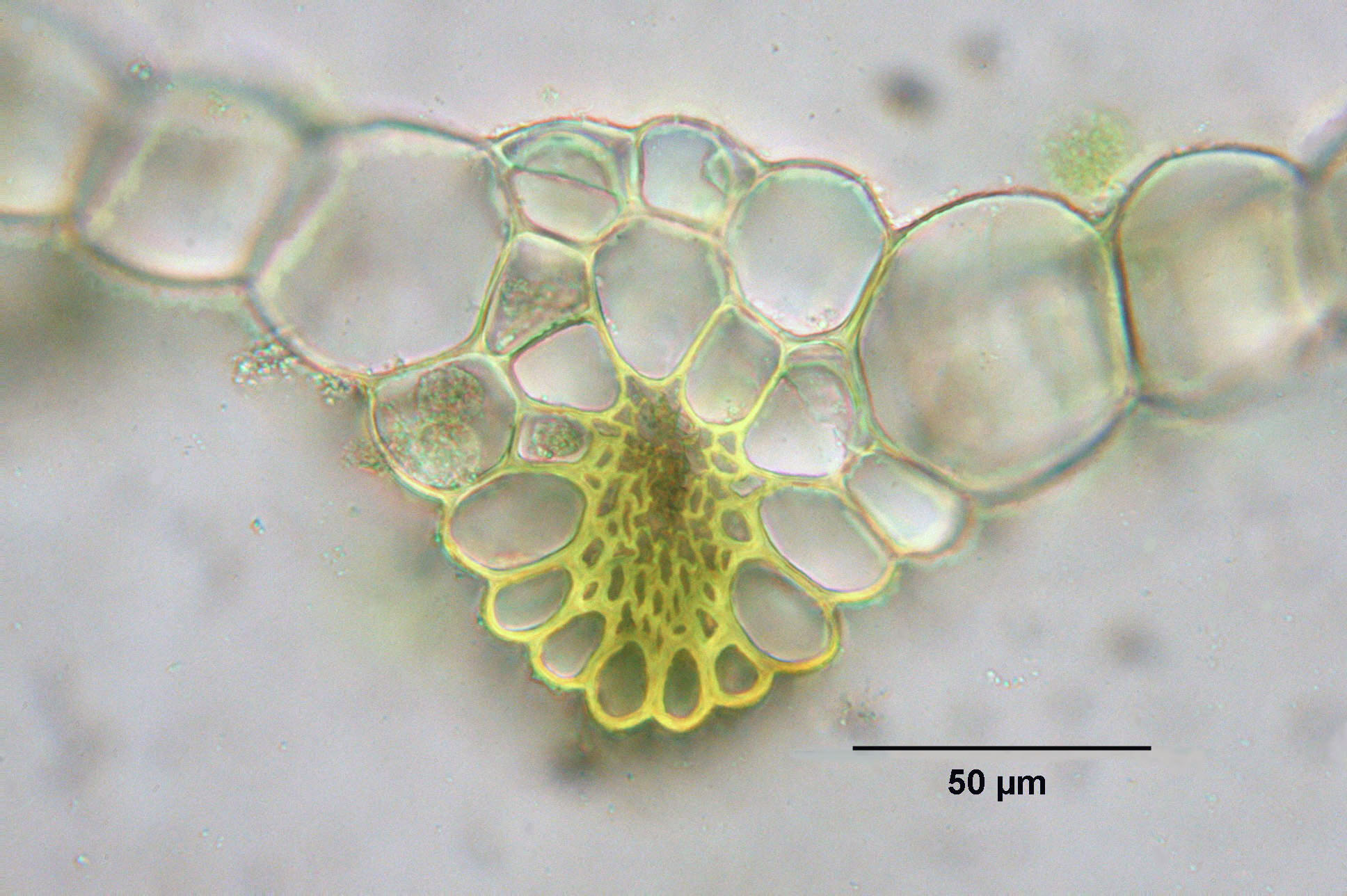
Querschnitt der Blattrippe

Rhodobryum ontariense (deutsch Fels-Rosenmoos) ist eine Laubmoos-Art aus der Familie Bryaceae.

## Merkmale
Die Pflanzen sind meist 2 bis 3 Zentimeter hoch und wachsen in lockeren bis dichten Rasen. Die Blattrosette an den Stämmchenspitzen besteht aus 18 bis 52 (mindestens etwa 15, maximal 60) Blättern, die fast kugelig zusammengeschlossen sind. Die spatelförmigen, eiförmigen oder elliptischen Blätter sind bis 5 oder 6 Millimeter lang und in eine kurze, breite Spitze verschmälert. Die Blattrippe endet in der Blattspitze oder tritt als kurze Stachelspitze aus. Die Blattränder sind unten breit zurückgerollt, im oberen Teil gesägt. Die Laminazellen sind oben rhomboidisch bis verlängert rhomboidisch oder (verlängert) hexagonal. Der obere flache Blattrand weist ein bis zwei Reihen mit schmalen, verlängerten Zellen auf, die einen deutlichen Saum bilden.
Die rötliche Seta ist bis etwa 3,5 Millimeter lang, aufrecht und oben kurz bogig gekrümmt, die Sporenkapsel zylindrisch und schwach gekrümmt, hängend oder geneigt bist fast horizontal. Die Sporenreifezeit liegt im Winterhalbjahr. Sporophyten sind jedoch nicht häufig.

## Systematik
Die Art wurde ursprünglich 1889 von Kindberg aus Nordamerika beschrieben, wo sie häufig vorkommt, später jedoch nur als Synonym von Rhodobryum roseum gewertet. Als eigenständige Art wurde Rhodobryum ontariense erst durch Iwatsuki und Koponen 1972 „wiederentdeckt“. Beide Arten sind in Europa verbreitet, wurden aber deshalb erst in der Folgezeit unterschieden.

## Unterscheidung
Rhodobryum ontariense unterscheidet sich von der recht ähnlichen zweiten in Europa vorkommenden Art Rhodobryum roseum vor allem durch die mehr kugelige, meist aus zahlreicheren Blättern zusammengesetzte Blattrosette und die austretende oder in der Blattspitze endende Blattrippe. Der Querschnitt der Blattrippe zeigt unterhalb der Mitte eine Gruppe mit zahlreichen kleinzelligen Stereiden, die vom dorsalen Rippenrand nur durch eine Zellreihe getrennt ist; Rhodobryum roseum hat weniger zahlreiche Stereiden, die vom dorsalen Rand durch zwei bis drei Zellreihen getrennt sind.

## Standortansprüche und Verbreitung
Das Moos wächst an schattigen bis lichtreichen, frischen bis trockenen Standorten in Wäldern, in Gebüsch oder in Trockenrasen. Häufig besiedelt es Kalkfelsen und Kalkblöcke mit dünner Erdauflage, weiters wächst es auf Kalkschotter, Sand oder skelettreicher Erde.
Da die Art erst seit einigen Jahrzehnten unterschieden wird, ist die Verbreitung derzeit nur unvollständig bekannt. In Mitteleuropa ist sie weit verbreitet, in den Alpen kommt sie bis in die subalpine Höhenstufe vor. Weitere Vorkommen gibt es in Teilen Asiens und in Nord- und Mittelamerika.